# 林意評
林意評（1989年3月4日—），台灣政治人物，出生於宜蘭縣冬山鄉。2018年，其以無黨籍身份參選羅東鎮鎮民代表選舉，並最終成功當選。2021年加入台灣基進並獲提名參選宜蘭縣議員選舉、立法委員選舉，皆落選。

## 早年生涯
林意評畢業於國華國中、羅東高中、輔仁大學數學系及國立中央大學統計研究所，原本在南山人壽從事保險業工作。2014年，受太陽花學運啓發而參與交通義警等多項公益性工作，並開始關心公共議題。

## 政治生涯

### 2018羅東鎮民代表
2017年，林意評出任時任民進黨籍宜蘭縣議員薛呈懿的特別助理，為期約一年半。他於翌年首次參與公職人員選舉，並以無黨籍身份當選羅東鎮鎮民代表。
林擔任羅東鎮鎮民代表期間，曾與多位鎮民代表提議將宜蘭縣羅東鎮公所遷至位於羅東運動公園周邊的「機關用地六」，並聯合曝光鎮公所改建疑涉弊案。

### 參選2022宜蘭縣議員
林意評於2021年加入台灣基進，並獲基進黨徵召並提名參選2022年宜蘭縣議員選舉。

### 參選2024宜蘭縣立委
2023年5月22日，宜蘭縣現任立委陳歐珀因捲入im.B詐騙集團風暴而退選，同樣較為泛綠的台灣基進在6月6日提名時任宜蘭縣黨部主委林意評競選立委，未能當選。

## 選舉紀錄
| 年度 | 選舉屆數                   | 選舉區           | 所屬政黨 | 得票數 | 得票率 | 當選標記 | 備註 |
| ---- | -------------------------- | ---------------- | -------- | ------ | ------ | -------- | ---- |
| 2018 | 第二十屆羅東鎮鎮民代表選舉 | 羅東鎮第三選舉區 | 無黨籍   | 1,161  | 10.79% |          |      |
| 2022 | 第二十屆宜蘭縣議員選舉     | 宜蘭縣第六選舉區 | 台灣基進 | 2,223  | 6.91%  |          |      |
| 2024 | 第十一屆立法委員選舉       | 宜蘭縣選舉區     | 台灣基進 | 6,201  | 2.43%  |          |      |

## 外部連結
- 林意評的Facebook專頁